# Circunscripción del Macizo Central-Centro (Francia)
La Circunscripción del Macizo Central-Centro es una circunscripción electoral francesa utilizada cada 5 años desde 2004 durante las Elecciones al Parlamento Europeo para designar, mediante una elección de sufragio universal directo, 5 (6 en 2004) de los 72 eurodiputados (78 en 2004) que le corresponden a Francia según el Tratado de Niza de los 736 miembros del Parlamento Europeo. Fue creada en 2003 mediante la Loi Électorale n° 2003-327 del 11 de abril de 2003., como las otras 7 circunscripciones electorales francesas para las elecciones europeas. 
Agrupa a los electores de las regiones francesas de: Auvernia, Centro y Lemosín, que contaba en 2009 con 3.342.668 electores inscritos